# Bremerhaven
Bremerhaven, en baix alemany Bremerhoben és una ciutat alemanya que pertany a l'estat de Bremen, a la riba dreta del riu Weser i la confluència del Geeste a l'inici de l'estuari a la mar del Nord. És un dels ports marítims més importants d'Alemanya.
Es troba a uns seixanta kilòmetres al nord de la ciutat de Bremen i forma un enclavament al territori de Baixa Saxònia.
L'Institut Alfred Wegener per la recerca polar i marina té la seu a Bremerhaven.

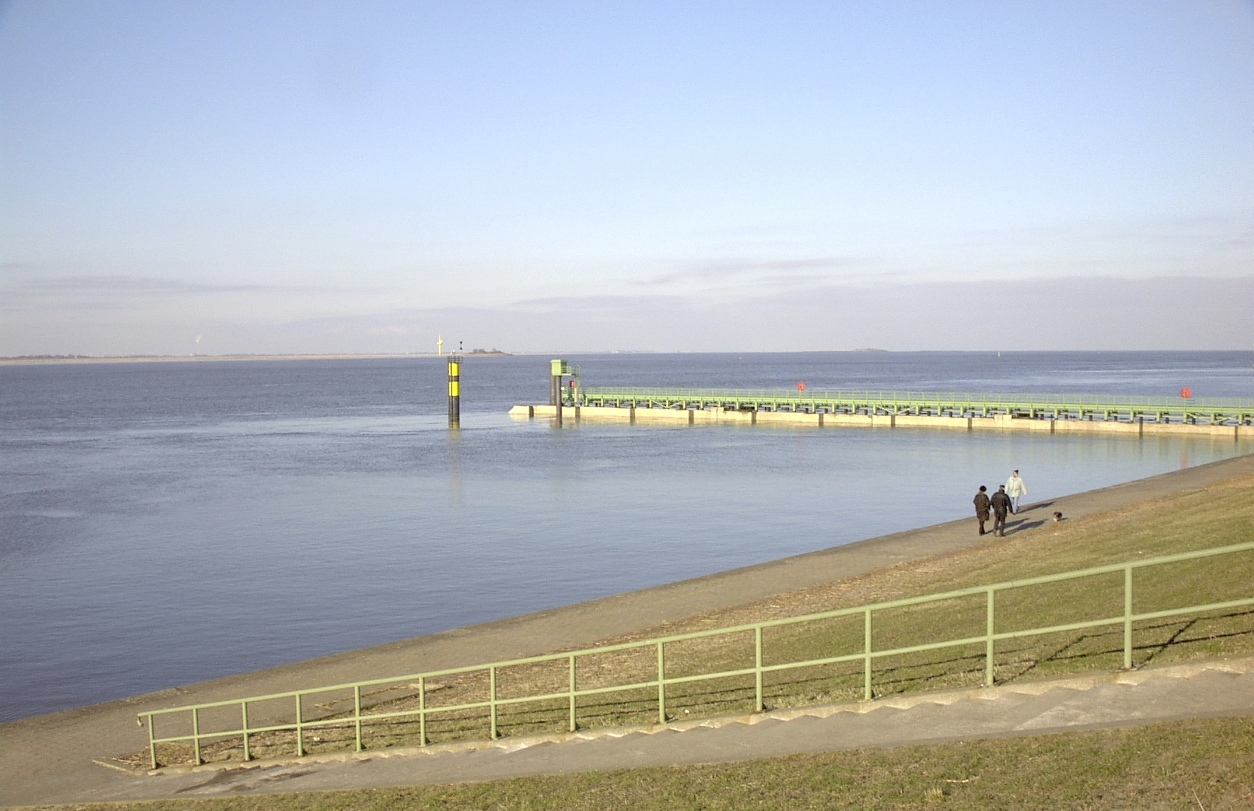
Estuari del Weser